# Åsgölen, Östergötland
Åsgölen är en sjö i Linköpings kommun i Östergötland och ingår i Motala ströms huvudavrinningsområde. Sjön har en area på 0,0305 kvadratkilometer och ligger 164,2 meter över havet.

## Delavrinningsområde
Åsgölen ingår i det delavrinningsområde (645162-147898) som SMHI kallar för Inloppet i Bjärsen. Medelhöjden är 163 meter över havet och ytan är 17,9 kvadratkilometer. Det finns inga avrinningsområden uppströms utan avrinningsområdet är högsta punkten. Lillån som avvattnar avrinningsområdet har biflödesordning 3, vilket innebär att vattnet flödar genom totalt 3 vattendrag innan det når havet efter 121 kilometer. Avrinningsområdet består mestadels av skog (78 procent). Avrinningsområdet har 0,58 kvadratkilometer vattenytor vilket ger det en sjöprocent på 3,2 procent.